# Битва за Львов (1918)
Би́тва за Льво́в — боевые действия между Украинской Галицкой армией (УГА) и Польской Организацией Войсковой (ПОВ) за город Львов в ходе польско-украинской войны, длившееся со 2 по 22 ноября 1918 года. Непосредственной ареной боевых действий стал сам город.
Первые бои начались ранним утром 2 ноября 1918 года. Тогда ещё не существовало ПОВ и УГА, поэтому сражения велись между добровольцами, не имевшими хорошей военной подготовки. Изначально перевес в силе был на украинской стороне. На польской стороне воевали ветераны и молодёжь («львовские орлята»). Уже после битвы за Перемышль со стороны Польши в город прибыли польские войска при поддержке бронепоезда.
Уличные бои в городе, с переменным успехом, велись на протяжении 20 дней. 17 ноября 1918 года было подписано перемирие, чем воспользовались поляки. Они стянули в город свои войска, и когда 21 ноября 1918 года срок перемирия истёк, начали штурм украинских кварталов. 22 ноября УГА покинула город и отошла на 30 километров от Львова, окружив его. В дальнейшем бои за Львов велись до мая 1919 года.